# 约翰·麦克布赖德
约翰·麦克布赖德（英語：John McBryde，1939年3月9日—），澳大利亚男子曲棍球运动员。他曾代表澳大利亚参加1960年和1964年夏季奥林匹克运动会曲棍球比赛，其中1964年奥运会获得一枚铜牌。